# ショックアブソーバー

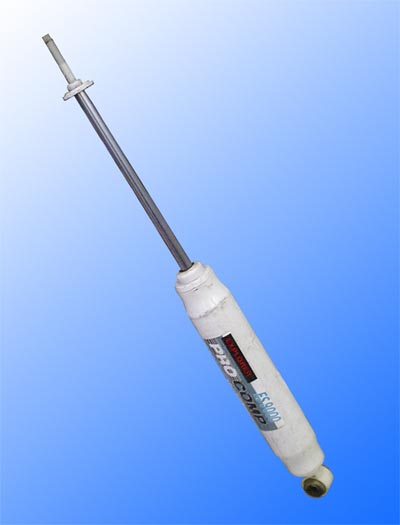
複筒式ガス封入ショックアブソーバー

ショックアブソーバー（英語: shock absorber）は、振動する機械構造や建築物の振動を減衰する装置である。「ショック」と略して呼ばれるほか、「ダンパー (damper)」、「ダンパ（JIS規格名称）」とも呼ばれる。
ほぼ同じ構造ながら、ばねの減衰装置としてではなく、動力源として用いられるガススプリングについても記述する。

## 概要

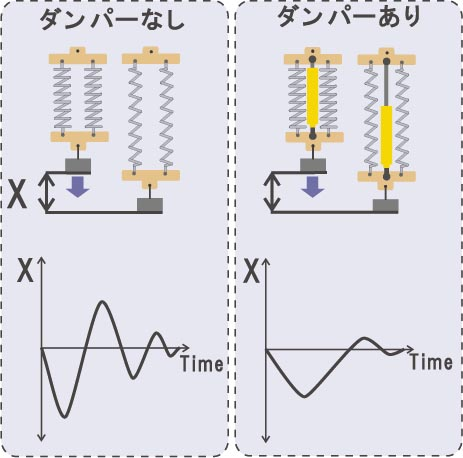
ショックアブソーバーによる減衰を、横軸に時間、縦軸に変位をとって示した図

乗り物のサスペンション（懸架装置）のようにばねなどの弾性体が弾性変形することで衝撃を吸収する機構においては、路面の起伏などによる衝撃を吸収した後に再び元の形あるいは元の位置に戻るが、車体などの質量を持った物体には慣性が働いているため、元の位置を通り越して反対方向に再びばねを変形させ、こうした挙動が何度も繰り返される（これは「ばね質量系の周期振動」と呼ばれる）。
ショックアブソーバーは、この「ばね質量系の周期振動」を収束させるために使用される装置である。周期振動の収束を「減衰」と呼ぶが、ショックアブソーバーは変位（ストローク）する際に抵抗を発生させ運動エネルギーを熱に変換することで減衰させる。
ショックアブソーバーによって減衰されない場合、周期振動が長く続いて機械の動作が安定しないだけでなく、共振によって構成部材の強度を上回る変形を起こして破損する場合もある。自動車などの乗り物でサスペンションの構成部品として用いられているほか、地震の衝撃を柔軟に吸収する構造（免震と制震）とした建物の部材として用いられている。
ショックアブソーバーに発生する抵抗は減衰値あるいは減衰力などと呼ばれ、現在主流となっている液体の粘性抵抗を利用する物ではストローク速度（ピストンスピード）によって減衰力が変化するため、横軸にピストンスピード（m/s）、縦軸に減衰力（kgfあるいはN）を取ったグラフで表すか、代表的なピストンスピード（0.3 m/sなど）における減衰力を数値で表す。乗り物のサスペンションで細かい路面の起伏をしなやかに吸収する能力が求められる場合、変位の初期からショックアブソーバーの抵抗が強く発生しないように、変位量や変位速度に応じて減衰力が変化する構造（微速度域対応バルブなど）が採用されている。

## 構造
ショックアブソーバーには回転式のロータリーダンパーと、伸縮式のシリンダーダンパーがあり、乗り物のサスペンションにはシリンダーダンパーが用いられる例が多い。減衰力の発生原理には、固体同士の摩擦抵抗を利用したものや、流体抵抗を利用したもの、あるいはゴムなどのように変形の際に減衰力を発生する材質を利用したものなどがあり、乗り物のサスペンションでは、ほとんど圧縮や膨張しない非圧縮性液体の流体抵抗を利用したオイル式（液体式）のショックアブソーバーが広く普及していて、オイルショックアブソーバー（オイルダンパ）とも呼ばれる。
オイルショックアブソーバーは筒の内部に安定した性質を持つオイルなどの流体を満たし、ショックアブソーバーの伸縮に合わせて動くピストンを設けて流体を移動させる。流体の移動経路にはバルブやオリフィスを持った流路面積の小さな穴（ポート）が設けられていて、流体がこの穴を通過する際に抵抗を発生して減衰力を得る。バルブはピストンの一部に設けられている場合と筒に固定されているものとがある。
オイルショックアブソーバーは、筒の構造によって複筒式と単筒式に大別される。

### 複筒式ショックアブソーバー

複筒式ダンバー概念図
A：ピストンロッド
B：外筒
C：内筒
D：ピストン（ピストンバルブ）
E：オイル
F：ベースバルブ

複筒式ショックアブソーバーは外筒と内筒の二重構造となっている。ピストンロッドの伸縮によって、オイルは内筒の底部に設けられたベースバルブを通って内筒を出入りする。ピストンロッドが進入した体積分のオイルは内筒から押し出されて内筒と外筒の空間に導かれる。また、複筒式は縮み方向の減衰力と、伸び方向の減衰力を別のバルブで制御し、縮む際はベースバルブ、伸びる際はピストンに設けられたピストンバルブで制御される。
二重構造により、後述の単筒式と比べて全長を短くできるが、外筒と内筒の間のガス室が断熱の働きをして放熱性が劣る。縮み側と伸び側のバルブ機構が独立しているため、それぞれの構造を単純化でき、特に減衰力を外部調整式にする場合などに有利である。オイル室とガス室の間に隔壁がないため、オイルに気泡が混入して減衰力が低下してしまう恐れがあるほか、ベースバルブが液面より下になるように配置しないとガスが内筒に入ってしまうため、フォーミュラカーなどのように水平方向に配置することができない。
オイルショックアブソーバーは変位速度が高い場合、オイルがバルブを通過する際に局所的に圧力が低くなってキャビテーションを発生するため、後述の単筒式と同様にガス圧によってオイルを加圧してキャビテーションを抑えたものが複筒式にも登場した。複筒式の加圧は単筒式と比べると比較的低い圧力であるため、低圧ガスショックアブソーバーと呼ばれる。

### 単筒式ショックアブソーバー

単筒式ダンバー概念図
A：ピストンロッド
B：ピストン（ピストンバルブ）
C：外筒
D：オイル
E：フリーピストン
F：ガス室

単筒式ショックアブソーバーは筒が単層構造になっており、筒の内部はオイルが満たされたオイル室と高圧のガスが充填されたガス室に分けられ、その間を自由に動くことができるフリーピストンによって仕切られた構造を有する。オイルリザーバータンクを別体としてタンク内にフリーピストンとガス室を設けたものもある。ピストンロッドが進入した体積分のオイルはフリーピストンを押し下げてガス室を圧縮する。また、減衰力は伸び側、縮み側ともにオイル内を移動するピストンに設けられたバルブによって制御される。
単筒式は構造が単純なため外径に比して筒厚やピストンロッド径を増やすことができ、強度を確保しやすい。また、高圧のガス室によってオイルが加圧されているためキャビテーションが起きにくく、ガス室とオイル室がフリーピストンで隔てられているため設置方向を選ばないなどの長所がある。一方で、高圧のガスを密閉する必要があるフリーピストンや延び縮みの両方向の減衰力制御機構を有するピストンバルブなどに高精度の部品が必要とされる。厳重なオイルシールの性能が必要となるので、初期動作が渋い傾向がある。またガス室の分だけダンパー全長が長くなるため、別体のガスリザーバーを持つものもある。
単筒式ショックアブソーバーは高圧ガスを使用していることからガスショックアブソーバーと呼ばれ、前述の低圧ガスショックアブソーバーと区別して高圧ガスショックアブソーバーとも呼ばれる。あるいは、開発者の名を取ってド・カルボン式と呼ばれることもある。
単筒式ショックアブソーバーの空気室を拡大し空気ばねの役割を持たせることでコイルスプリングの省略するもの主として航空機で広く用いられており、オレオ式ストラット（Oleo Strut）と呼ばれる。日本では萱場製作所（現:KYB）の製品が零式艦上戦闘機などの降着装置に使用されていた。戦後、オレオ式ストラットの技術が、三菱・みずしまなどのオート三輪や、陸王などオートバイーにオレオ式フォークの名称で採用されていた。
単筒式ショックアブソーバーの車体への取り付けは、オイルシリンダーに対してピストンロッドが上側に配置される正立式と、その逆の倒立式の2種類に分けられる。倒立式はオイルシリンダー側がボディ側に固定されるためばね下重量の軽減ができる。倒立式をストラット式サスペンションに用いる場合、ピストンロッドの周囲にシリンダーよりも太いカバーが設けられ、正立式に比べるとサスペンションへの取付剛性を高くでき、ストラット全体の曲げに対する剛性も高くできる。しかし、ピストンロッドとシリンダーの摺動だけでなく、カバー内側とシリンダー外側を摺動させながら埃や水の浸入を防ぐ構造とするため重量やコストが増える。

## 制御機構

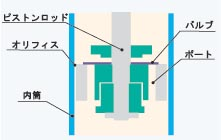
ピストンバルブ模式図

減衰力はピストンバルブあるいはベースバルブの流路面積によって制御され、流路面積が小さければ流体抵抗が大きく減衰力が高い。逆に、流路面積が大きければ減衰力は低くなる。ピストンバルブとベースバルブでは「オリフィス」「バルブ」「ポート」の3つの要素でオイル経路が構成されている。これらの要素は変位速度に伴い、独立して、または組み合せによって変位速度に最適な減衰力となるように流路面積の大きさを調整する。
オリフィス
常に一定の大きさで開いているオイル経路としてオリフィスと呼ばれる隙間が設けられている。ピストンの動き始めや非常に遅い速度域（約0 - 0.10 m/sec）では、オイルはオリフィスのみを経路として移動する。このとき流路面積は一定であるが、オイルの流速が高いほど抵抗が大きくなる。すなわち変位速度が高いほど減衰力は高くなる。このときの変位速度を低速域と呼び、減衰力特性をオリフィス特性と呼ぶ。自動車やオートバイのショックアブソーバーの場合、オリフィス特性は緩やかな路面の起伏や曲率の大きな旋回などの際の特性に深く関連する。
バルブ
バルブは後述のポートを塞ぐように取り付けられている板状のばねである。変位速度が低速もしくは変位が停止しているとき、バルブはポートを完全に塞いでいるが、変位速度が一定の速度を越えるとオイルの圧力によってバルブは押し開けられてオイルが通り始める。変位速度が増加するに従ってバルブは大きく変形しオイル経路が徐々に拡大していく。この過渡期の変位速度を中速域（約0.10 - 0.30 m/sec）と呼び、減衰力特性をバルブ特性（またはバルブ+ポート特性）と呼ぶ。バルブ特性は曲率の高い旋回時などの特性に深く関連する。また、バルブは通常片側にしか動かず、ピストンが反対側に動く場合にはポートを塞いだままとなる。例えば、複筒式ショックアブソーバーが縮むとき、ピストンバルブは閉じる。この場合、オイル経路はオリフィスのみとなる。
ポート
ピストンバルブ、ベースバルブにはオイルが通過する経路として、ポートと呼ばれる穴が開けられている。変位速度が一定以上になると前述のバルブは完全に開き、ポートの大きさによってオイル経路の大きさが決定する。このポートのみによって減衰値が決定するピストン速度域を高速域と言い、その際の減衰値特性をポート特性と呼ぶ。ポート特性は段差を越えた場合などの、路面の急激な変化時の性能に深く関連する。

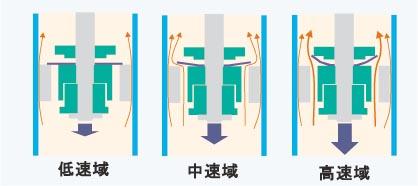
ピストン速度によるオイルの経路の変化

ショックアブソーバーがスムーズに伸縮するためには、オリフィス特性とバルブ特性およびバルブ特性とポート特性のそれぞれの移行点において減衰力が連続的に変化する必要がある。また、バルブ特性とポート特性は互いに密接な関係にあり、3つの特性をの1つだけを極端に高くしたり低くしたりすることが難しい。ショックアブソーバー全体の特性は3つの特性を総合的にチューニングして決定されるが、一般に減衰力が高めのショックアブソーバーは低速域でも固めであり、逆に低めのショックアブソーバーでは高速域でも比較的柔らかい。
基本的に理想的なダンパーは微少ストローク域でも動きが渋くなく適度なダンピングを持ち、それがピストン速度が上昇するにつれてダンピング力が増加するが、急激なショックなどではダンピング力を逃がすものであるが、通常の機構でこれを実現するのは難しい。
このため、常用ストローク域にシリンダー外壁に溝を造る工夫がある（モンローセンサトラック）。また走行条件に応じて減衰力特性を変化させられるアダプティブショックアブソーバーが開発され、電子制御によってポートを開閉する機構などが実用化されている（例としてトヨタ自動車のTEMSなど）。多くはダンパー軸が中空で内部にポートを開閉するロッドがあり、これを回転することで減衰力を可変するようになっている。また磁性流体を用いて磁力によってポート特性を可変するマグネライドなどが実用化されている。

## 寿命と交換
ショックアブソーバーはオイルとガス（主に窒素ガス）が封入されており、動作の際にはシリンダー内に高い圧力が発生するため、ピストンロッドと外筒の間には高い気密性が要求される。しかし、ピストンロッドに施されたクロームメッキの傷や錆によるシールの損傷や、長期の使用によるシールの摩耗などで気密性が低下する場合がある。気密性が低下するとオイルが僅かずつ漏れだし、オイルにかかる圧力が抜けて正常な減衰力を保つことができなくなる。また、オイルがバルブを通過する際にはオイルの構成成分が僅かずつせん断されるため、長期の使用で次第に粘度が低くなり流体抵抗すなわち減衰力が低下する。こうした減衰力の喪失は、俗に「ショックが抜ける」と表現されることが多い。
アブソーバーメーカーによって様々であるが、メーカーは100万回から数百万回程度の伸縮回数に対して品質保証を行っている場合が多い。伸縮回数を走行距離に置き換えて、「20000 km走行で最低1000万回は動作する」とする例もある。
減衰力が極端に低下するとサスペンションスプリングの周期振動を減衰できなくなり、車体が大きく上下動し、その揺れが収束するまでに時間がかかる。停車中に車体の四隅に体重をかけて強く押し下げると反発による車体の揺動が1度で収まらず、数回以上フワフワ動き続ける場合もある。結果的に乗り心地が悪化し、旋回時や加減速時に車体の挙動が不安定になり、タイヤと車両の性能を発揮できなくなる。
ショックアブソーバーには、オーバーホールによって減衰力を回復させることができるものもある。オートバイのテレスコピックフォークなどでは整備事業者やユーザーが分解整備を行うことができるが、多くの場合はメーカーでオーバーホールが行われる。オーバーホールの際にはピストンロッド周辺のゴム製ダストブーツやバンプラバー、ショックアブソーバーの車体取り付け部のゴムマウントなども原則として同時交換を行う必要がある。

## 自動車での利用
自動車やオートバイでは伸縮式（テレスコピック）のオイルダンパーが広く用いられている。乗用車ではショックアブソーバーにスプリングを支えるスプリングシートを設けた構造を採用する物が多く、スプリングとショックアブソーバーはサスペンションストラットASSYとして車体に組み込まれる。こうした構造は、日本国外ではコイルオーバー（Coil over）とも呼ばれている。
減衰力の調整ができるものも多く、伸び側と縮み側を独立して調整可能なものもある。通常はゴム板やゴムブッシュが用いられるアッパーマウントを硬質ナイロンやピロボールに置き換え、より直接的なフィーリングを求めたものもスポーツカー用などに多い。アフターマーケット製品と、アフターマーケットメーカーの製品を純正装着としたものにはオーバーホールが可能なものもあり、損耗部品の交換や後継商品の部品（改良品や対策品）へのアップデートが行われている。

### 車高調整式ショックアブソーバー
車高調整式ショックアブソーバーとは、スプリングシートの位置を上下に可変できる構造やショックアブソーバー自身の全長を可変できる構造を持ち、車高やスプリングのプリロードを調整することができるショックアブソーバーである。車高調（しゃこちょう）と略されることも多い。
モータースポーツなどでスプリングの初期荷重（プリロード）を調整したり、前後の車高バランスを微調整するために用いられる機構であるが、一般向けにも販売されるようになってからは外見的な改造として車高を下げることだけを目的として装着する場合もある。
スプリングプリロードを変化させる調整機構としては、ショックアブソーバーの外側とスプリングシートにねじが切られていて、スプリングシートを回転させることで上下に移動させる方法と、スプリングとスプリングシートの間にC字型のスペーサーを挿入することによって行うものがある。いずれの方式も極端な車高の変化はプリロードを大きく変化させ、サスペンションの初期特性に大きく影響を与える。また、車体静止状態（1G）でのショックアブソーバーの長さ（ストロークセンター）が変わり、伸び側と縮み側でストローク量の比率が変化する。車高を下げると縮み側ストロークが減少し、極端な場合は「底つき」を起こす。逆に、車高を上げると伸び側ストロークが減少し、極端な場合は「伸びきり」の状況となる。底つきや伸びきりはいずれもスプリングが無効化し、車両の挙動に悪影響を及ぼす上、車体やショックアブソーバーに強い衝撃荷重がかかる。
ショックアブソーバーの全長を変化させて車高を調整する物は、ショックアブソーバーの外側に筒状のブラケットが被せられていて、互いにねじが切られて組み合わされている。この場合、スプリングプリロードと車高を独立して調整できるが、重量やコスト、外径が比較的大きくなる。また、ショックアブソーバーのストロークセンターの変化による底つきや伸びきりは解消できるが、サスペンションアームの可動域やタイヤの干渉など、車体側の制限により極端な車高調整はトラブルを起こす可能性がある。

## オートバイでの利用

### 前輪

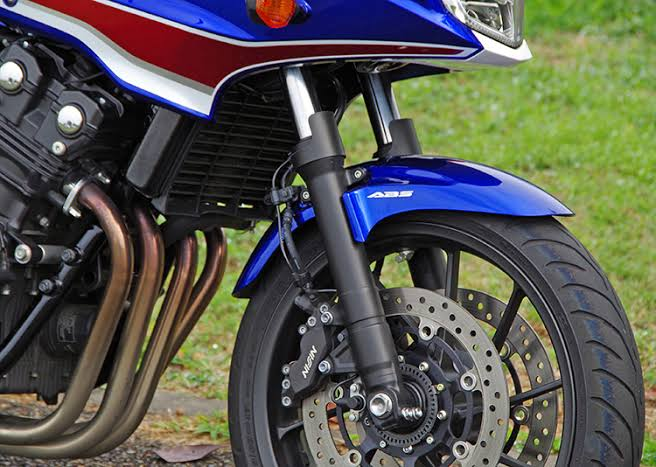
前輪のショックアブソーバー

オートバイのフロントサスペンションとして広く用いられているテレスコピックフォークと呼ばれる方式は、前輪を支えるフォーク全体が複筒式ショックアブソーバーの構造を持つ。
一般のショックアブソーバーの筒の部分に相当する部品はアウターチューブ、ピストンロッドに相当する部品はインナーチューブと呼ばれ、セリアーニ式ではスプリングはインナーチューブ内に挿入される。テレスコピックフォークは通常インナーチューブが上、アウターチューブが下の正立レイアウトが採用されることが多いが、インナーチューブを下、アウターチューブを上に置く倒立式は、ばね下重量を軽減できるため、一部の高性能車で使用されている。
テレスコピックフォークには専用のフォークオイルもしくはオートマチックトランスミッションフルード（ATF）が封入されており、頂上部のナットと下部のドレンボルトを外すことで比較的簡単にオイルの交換作業が行える。この構造では上部の空気層が弾性要素（空気ばね）として働くので、バルブやフォークオイルの粘度だけでなく、フォークオイルの注入量でばね定数を変化させることができる。

### 後輪

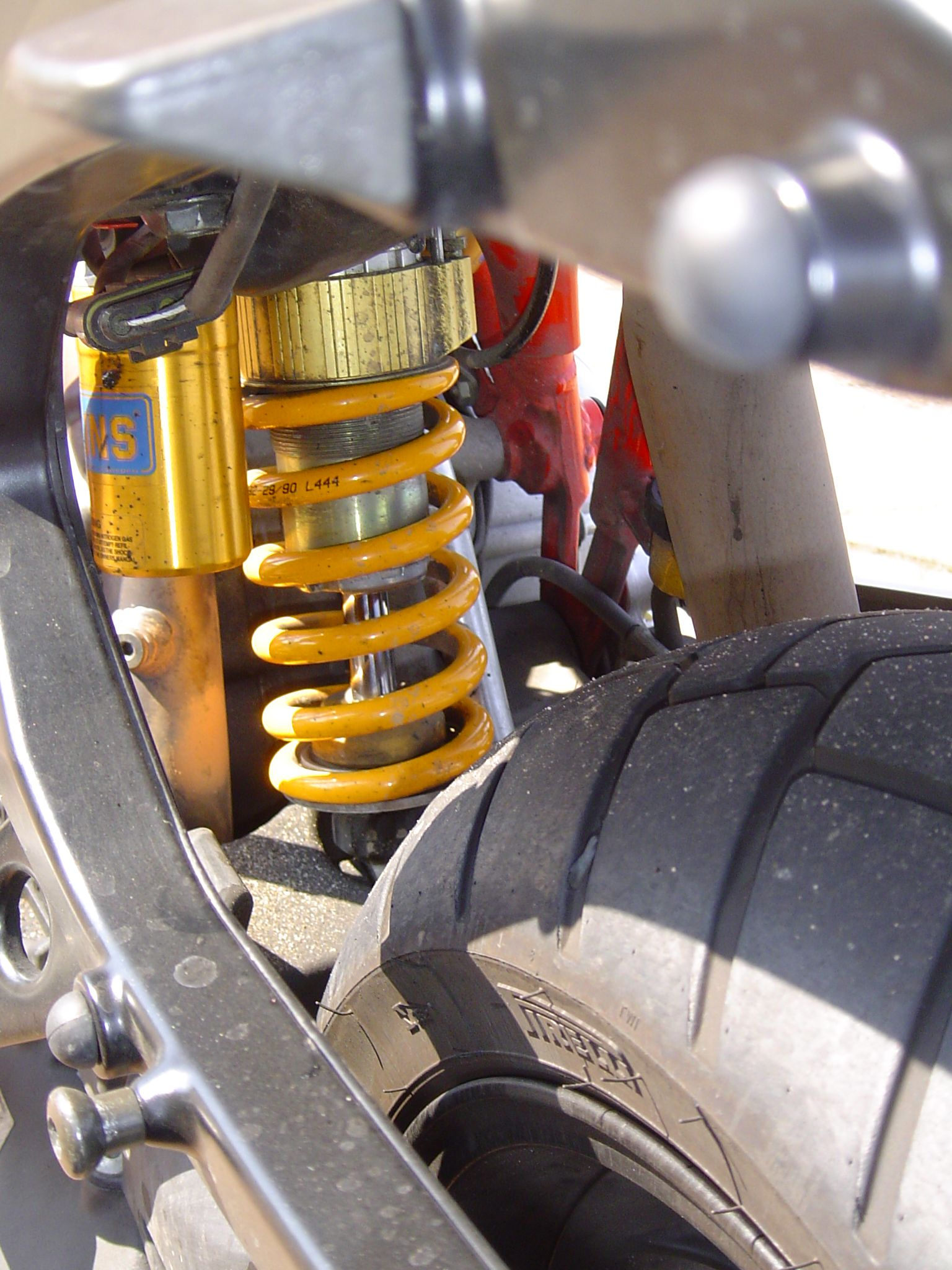
後輪側のショックアブソーバー。モノショックのもの。タンク別体型単筒式倒立ショックアブソーバー（ドゥカティ・ムルティストラーダのリアサスペンション、オーリンズ製）

多くのオートバイの後輪は、スイングアームあるいはリアアームと呼ばれるアーム状（腕状）の部品にアクスルシャフトで固定されている。スイングアームと車体は、大きくて堅牢なシャフトで留められ、このシャフトを支点軸として上下にスイングする（振れる）仕組みになっており、このスイングアームと車体の間にもショックアブソーバーが配置される。走行中に後輪が路面から受ける衝撃は、タイヤが吸収するほか、スイングアームを通じてショックアブソーバーによっても吸収される。
後輪のショックアブソーバーは、左右に1本ずつ配置されるツインショックのほか、スイングアームの根本付近に1本だけ配置されるモノショックがある。ツインショックは古くからオートバイで採用されてきた方式で、整備しやすい位置にあることが特長であり、対してモノショックは1本なので車重を軽量化でき、ツインショックのような左右の調節をしなくても済むという特長があり、それぞれ長所・短所がある。

## ステアリングダンパー
ステアリングダンパーはショックアブソーバーの一種でステアリングの動きに対して減衰力が作用するように用いられる。オートバイにおいては高速走行時にステアリングが左右に振動するハンドルシミーを防ぐ目的で、フレームとフロントサスペンションの間に取り付けられる場合がある。四輪の自動車では、起伏の激しい路面を走行する四輪駆動車などで、路面からステアリングに加わる急激な反力（キックバック）を緩和する目的で取り付けられる場合がある。

## パフォーマンスダンパー
4輪自動車や自動二輪で、フレームに発生する僅か1 mmにも満たない振動を素早く減衰させることで、乗り心地や操安性を向上させる目的で取り付けられる。

## 鉄道での利用

### 台車とその周辺
- 軸ダンパ
- 枕ばねダンパ
- 蛇行動#ヨーダンパ
- 左右動ダンパ

### 車体
- 車端ダンパ
- 車体間ヨーダンパ
- 前面展望車（名鉄7000系電車等）の衝突被害軽減用ダンパ

## ガススプリング
ガススプリングはショックアブソーバーとほぼ同じ構造ながら、ばねの減衰装置ではない。これは内部に高圧ガスを封入した空気ばねの一種であり、気体の膨張力によって機械構造を変位させる動力源として用いられるもので、ガスストラットやガスシリンダーなどとも呼ばれる。
主に跳ね上げ式の蓋や扉などを持ち上げる機構に用いられ、ガス圧による作動だけでは変位速度が速すぎるため、ポートの通気抵抗によって変位速度を抑え、作動速度をほぼ一定に保っている。
封入された気体の圧力によっては本体の大きさに比較して大きな力を発揮することができ、ライトバンやハッチバック車など、自動車の跳ね上げ式バックドアで広く用いられている。高級車ではボンネット（エンジンフード）の支持にもボンネットダンパーとして用いられている。ガルウイングドアやトヨタ・セラなどに採用された跳ね上げ式のドアにも開閉を補助するガススプリングが用いられている。ガススプリングは経年により次第にガス圧が低下して、ドアやボンネットを保持する能力が失われることもある。
椅子座面昇降調整機構の昇力発生にも使われる。

## 参考資料
- 稲垣, 秋介『三菱によるラリーカー工学 公道最速カテゴリーの技術』山海堂、2005年。ISBN 4-381-08849-2。
- 『MotorFan illustrated』第58巻、三栄書房、2011年、ISBN 9784779612602。
- 『標準技術集 自動車・二輪車のブレーキ・サスペンション部品』（PDF）特許庁。2021年3月27日閲覧。